# Sark (priimek)
Sark je priimek več znanih Slovencev:
- Primož Sark (*1979), novinar